# Męczennicy z Angers
Męczennicy z Angers – grupa męczenników, zamordowanych w ciągu roku za odmowę wyrzeczenia się wiary podczas rewolucji francuskiej.

## Lista męczenników
- Katarzyna du Verdier de la Sorinière
- Rozalia du Verdier de la Sorinière
- Marie de la Dive du Verdier
- Marie-Louise du Verdier de la Sorinière
- Wilhelm Repin
- Katarzyna Cottenceau
- Andre Fardeau
- Anne Hamard
- Anne Maugrain
- Anne-Francois de Villeneuve
- Antoine Fournier
- Charlotte Lucas
- Felicite Pricet
- Francois Bellanger
- Charlotte Davy
- Francois Bonneau
- Francois-Louis Chartier
- Francois Michau
- Francois Micheneau Veuve Gillot
- Francois Pagis epouse Railleau
- Francois Peltiera
- Francois Suhard Veuve Menard
- Gabrielle Androuin
- Jacques Laigneau de Langellerie
- Jacques Ledoyen
- Jacquine Monnier
- Jean-Baptiste Lego
- Jean Menard
- Jean-Michel Langevin
- Jeanne Bourigault
- Jeanne Fouchard epouse Chalonneau
- Jeanne- Marie Sailland d' Epinatz
- Ludwika Bessay de la Voute
- Madeleine Sailland d' Epinatz
- Maguerite Riviere epouse Huau
- Marie Anne Pichery epouse Delahaye
- Marie-Anne Vaillot
- Marie Lenee epouse Lepage de Varance
- Marie Leroy epouse Brevet
- Marie Roualt epouse Bouju
- Perrine Besson
- Perrine-Charlotte Phelippeaux epouse Sailland d' Epinatz
- Pierre Fremond
- Renee Martin
- Renee Valin

## Beatyfikacja
Całą grupę męczenników beatyfikował papież Jan Paweł II w dniu 19 lutego 1984 roku.